# Pueblo Nuevo (Nicaragua)
Pueblo Nuevo est une municipalité nicaraguayenne du département d'Estelí au Nicaragua.